# Altheim (Alb)
Altheim (Alb) è un comune tedesco di 1 805 abitanti, situato nel land del Baden-Württemberg.

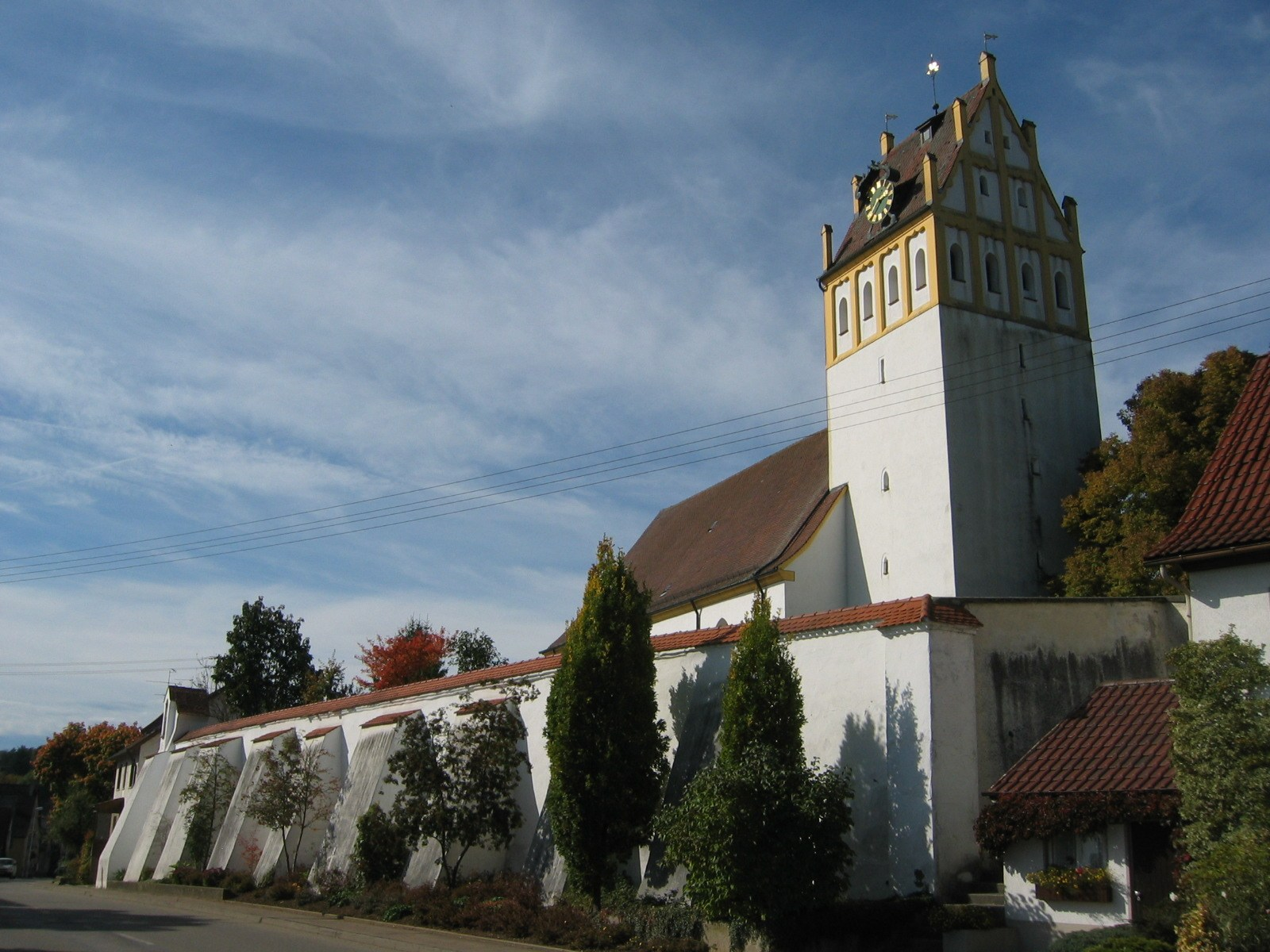
La Chiesa parrocchiale evangelica